# Sight and Sound
Sight and Sound est une revue de cinéma du British Film Institute fondée en 1932.

## Histoire
Sight and Sound est sorti pour la première fois en 1932. Le British Film Institute est rédacteur en chef du magazine depuis 1934. À l'origine, il n'était publié que quatre fois par an, puis Sight and Sound a été publié mensuellement au début des années 1950. Cela a changé en 1991 lorsque le Bulletin mensuel du film, également publié par le BFI, est devenu Sight and Sound.
En plus des critiques de films, il y a des interviews, des rapports de fond et des sujets sur l'histoire du film, avec un accent sur le cinéma mondial loin du courant hollywoodien. Cette approche a valu à Sight and Sound la réputation d'un magazine de cinéma d'élite. Le journal anglais The Independent l'a qualifié de « très intellectuel, mais toujours compréhensible », le critique de cinéma britannique et ancien auteur de Sight and Sound, Raymond Durgnat, a accusé le magazine d'être élitiste, puritain et snob.

## Palmarès décennal des meilleurs films
Tous les dix ans depuis 1952, la revue publie un palmarès des dix meilleurs films de tous les temps, recueilli auprès d'un panel de critiques anglo-saxons, mais comprenant également quelques Européens, Asiatiques et Latino-Américains. C'est l'une des revues de cinéma les plus anciennes.
Les cinq palmarès consécutifs de 1962 à 2002 ont été remportés par Citizen Kane. Cependant, en 2012, c'est Sueurs froides qui arrive premier.
Parmi les réalisateurs qui ont participé en 2012, on compte Quentin Tarantino, Martin Scorsese, Ken Loach, Francis Ford Coppola, mais aussi Guy Maddin et Cyrus Frisch.

### 1952[1]
1. Le Voleur de bicyclette
2. Les Lumières de la ville
3. La Ruée vers l'or
4. Le Cuirassé Potemkine
5. Intolérance
6. Louisiana Story
7. Les Rapaces
8. Le jour se lève
9. La Passion de Jeanne d'Arc
10. Brève Rencontre / La Règle du jeu

Finalistes les plus proches : Citizen Kane, La Grande Illusion et Les Raisins de la colère.

### 1962[2]
1. Citizen Kane
2. L'avventura
3. La Règle du jeu
4. Les Rapaces
5. Les Contes de la lune vague après la pluie
6. Le Cuirassé Potemkine
7. Le Voleur de bicyclette
8. Ivan le Terrible
9. La terre tremble
10. L'Atalante

Finalistes les plus proches : Hiroshima mon amour, La Complainte du sentier et Zéro de conduite.

### 1972[3]
1. Citizen Kane
2. La Règle du jeu
3. Le Cuirassé Potemkine
4. Huit et demi
5. L'avventura
6. Persona
7. La Passion de Jeanne d'Arc
8. Le Mécano de la « General »
9. La Splendeur des Amberson
10. Les Contes de la lune vague après la pluie / Les Fraises sauvages

Finalistes les plus proches : La Ruée vers l'or, Hiroshima mon amour, Vivre, Ivan le Terrible, Pierrot le Fou et Sueurs Froides.

### 1982[4]
1. Citizen Kane
2. La Règle du jeu
3. Les Sept Samouraïs
4. Chantons sous la pluie
5. Huit et demi
6. Le Cuirassé Potemkine
7. L'avventura / La Splendeur des Amberson / Sueurs froides

10. Le Mécano de la « General » / La Prisonnière du désert
Finalistes les plus proches : 2001, l'Odyssée de l'espace et Andreï Roublev.

### 1992[5]
1. Citizen Kane
2. La Règle du jeu
3. Voyage à Tokyo
4. Sueurs froides
5. La Prisonnière du désert
6. L'Atalante / La Passion de Jeanne d'Arc / La Complainte du sentier / Le Cuirassé Potemkine

10. 2001, l'Odyssée de l'espace
Finalistes les plus proches : Le Voleur de bicylette et Chantons sous la pluie.

### 2002[6]
1. Citizen Kane
2. Sueurs froides
3. La Règle du jeu
4. Le Parrain et Le Parrain 2
5. Voyage à Tokyo
6. 2001, l'Odyssée de l'espace
7. Le Cuirassé Potemkine
8. L'Aurore
9. Huit et demi
10. Chantons sous la pluie

Finalistes les plus proches : Les Sept Samouraïs et La Prisonnière du désert.

### 2012[7]
1. Sueurs froides
2. Citizen Kane
3. Voyage à Tokyo
4. La Règle du jeu
5. L'Aurore
6. 2001, l'Odyssée de l'espace
7. La Prisonnière du désert
8. L'Homme à la caméra
9. La Passion de Jeanne d'Arc
10. Huit et demi

Finaliste le plus proche : Le Cuirassé Potemkine.

### 2022[8]
1. Jeanne Dielman, 23, quai du commerce, 1080 Bruxelles
2. Sueurs froides
3. Citizen Kane
4. Voyage à Tokyo
5. In the Mood for Love
6. 2001, l'Odyssée de l'espace
7. Beau Travail
8. Mulholland Drive
9. L'Homme à la caméra
10. Chantons sous la pluie

Finaliste le plus proche : L'Aurore.

## Sondage des meilleurs films d'après des réalisateurs

### 1992
1. Citizen Kane
2. Huit et demi
3. Raging Bull
4. La Strada
5. L'Atalante
6. Le Parrain
7. Les Temps modernes
8. Sueurs froides
9. Le Parrain, 2e partie
10. La Passion de Jeanne d'Arc
11. Rashōmon
12. Les Sept Samouraïs

### 2002
1. Citizen Kane
2. Le Parrain et Le Parrain, 2e partie
3. Huit et demi
4. Lawrence d'Arabie
5. Docteur Folamour
6. Le Voleur de bicyclette
7. Raging Bull
8. Sueurs froides
9. Rashōmon
10. La Règle du jeu
11. Les Sept samouraïs

### 2012[9]
1. Voyage à Tokyo
2. 2001, l'Odyssée de l'espace
3. Citizen Kane
4. Huit et demi
5. Taxi Driver
6. Apocalypse Now
7. Le Parrain
8. Sueurs froides
9. Le Miroir
10. Le Voleur de bicyclette

### 2022
1. 2001, l'Odyssée de l'espace
2. Citizen Kane
3. Le Parrain
4. Voyage à Tokyo
5. Jeanne Dielman, 23, quai du commerce, 1080 Bruxelles
6. Sueurs froides
7. Huit et demi
8. Le Miroir
9. Persona
10. In the Mood for Love
11. Close-up

## Les plus grands réalisateurs de tous les temps
Cette liste a été constituée en rassemblant les réalisateurs des films individuels pour lesquels les critiques et les réalisateurs interrogés ont voté. 2002 a été la seule année où Sight & Sound a compilé la liste.

### Sondage des critiques

#### 2002[10]
1. Orson Welles
2. Alfred Hitchcock
3. Jean-Luc Godard
4. Jean Renoir
5. Stanley Kubrick
6. Akira Kurosawa
7. Federico Fellini
8. John Ford
9. Sergueï Eisenstein
10. Francis Ford Coppola
11. Yasujiro Ozu

### Sondage des réalisateurs

#### 2002[11]
1. Orson Welles
2. Federico Fellini
3. Akira Kurosawa
4. Francis Ford Coppola
5. Alfred Hitchcock
6. Stanley Kubrick
7. Billy Wilder
8. Ingmar Bergman
9. David Lean
10. Jean Renoir
11. Martin Scorsese

## Palmarès des meilleurs documentaires
En 2014, la revue publie un palmarès de 56 films élus meilleurs documentaires de tous les temps.
1. L'Homme à la caméra (Dziga Vertov, URSS, 1929)
2. Shoah (Claude Lanzmann, France, 1985)
3. Sans soleil (Chris Marker, France, 1982)
4. Nuit et Brouillard (Alain Resnais, France, 1955)
5. Le Dossier Adams (The Thin Blue Line) (Errol Morris, États-Unis, 1989)
6. Chronique d'un été (Jean Rouch et Edgar Morin, France, 1961)
7. Nanouk l'Esquimau (Robert Flaherty, États-Unis, 1922)
8. Les Glaneurs et la Glaneuse (Agnès Varda, France, 2000)
9. Dont Look Back (D. A. Pennebaker, États-Unis, 1967)
10. Grey Gardens (Albert et David Maysles, Ellen Hovde et Muffie Meyer, États-Unis, 1975)